# Casimir Echernier
Casimir Echernier, né le 16 février 1818 à Albi et mort le 25 juillet 1895  à Lyon, est un architecte français.

## Biographie
Echernier entre à l'École des beaux-arts de Lyon le 23 septembre 1839 où il suit les cours de Bonnefond.

## Réalisations
Il réalise les travaux d'architecture suivants :
- château de Salette ;
- château de Mépieu ;
- Villa Ombrosa à Caluire-et-Cuire.

## Distinction
Il fait partie de la société d'architecture de Lyon dont il sera président, puis admis le 7 juillet 1859 à la société académique d'architecture de Lyon. Il est également membre et fondateur de la société de topographie historique de Lyon en 1872, membre de l'académie des sciences, belles-lettres et arts de Lyon en 1893 et membre de la société centrale des Architectes français et de la Caisse de défense mutuelle des architectes dont il fut le vice-président.
Il est également fait chevalier de la Légion d'honneur en 1889, officier d'Académie du 14 juillet 1884, et obtient la médaille d'honneur de la société centrale des architectes français pour les constructions privées en 1886.